# Zeche Hasenwinkel-Himmelscroner Erbstolln
Die Zeche Hasenwinkel-Himmelscroner Erbstolln, auch Zeche Hasenwinkel-Himmelscroner Erbstollen genannt, ist ein ehemaliges Bergwerk in Oberdahlhausen. Die Zeche war auch unter dem Namen Zeche Vereinigte Hasenwinkel-Himmelscrone bekannt und ist aus einer Konsolidation von zwei eigenständigen Zechen entstanden.

## Geschichte

### Die Anfänge
Im Jahr 1829 konsolidierten die Zechen Hasenwinkel & Sonnenschein und General & Himmelscroner Erbstollen zur Zeche Hasenwinkel-Himmelscroner Erbstolln. Im selben Jahr wurde mit dem Abteufen des seigeren Stollenschachtes Constanz August begonnen. Der Ansatzpunkt des Schachtes befand sich an der heutigen Munscheiderstraße Nummer 166. Der Schacht hatte einen ovalen Querschnitt mit den Maßen 3,45 X 2,29 Meter. Die Teufe bis zur Stollensohle lag bei 30 Metern. Im Jahr 1830 waren insgesamt drei Stollen vorhanden. In diesem Jahr wurde die vom Pferdegöpelschacht Theresia ausgehende Pferdebahn bis zum Schacht Zeche Hasenwinkel-Himmelscroner Erbstolln erweitert. Am 14. August des Jahres 1832 erfolgte die Belehnung auf einen Stollen. Der Stollen sollte in der Hasenwinkeler Bank aufgefahren werden. Im selben Jahr erhielt der Schacht Constanz August eine Schachtausmauerung. Die Schachtausmauerung reichte von der Hängebank bis zur Stollensohle, der Schacht Constanz August war somit der erste Mauerschacht im ganzen Ruhrrevier. Zusätzlich wurde noch eine Förderdampfmaschine installiert. Im August des Jahres 1833 ging Schacht Constanz August in Förderung.

### Die weiteren Jahre
Im Jahr 1834 wurden die geförderten Kohlen in einer Privatkokerei in Dahlhausen verkokt. Die Kokerei gehörte dem Gewerken und Kaufmann Wm. Liebrecht. Im Jahr 1835 wurde im Flöz Anna Maria, besser bekannt als Flöz Präsident, abgebaut. Der Abbau erfolgte im Stollenbau über einen langen Förderstollen, das Stollenmundloch befand sich bei Mundscheid. Die geförderten Kohlen wurden über Tage über eine 1600 Lachter lange Pferdebahn bis zum Kohlenmagazin an der Ruhr transportiert. Im Jahr 1836 waren der Pferdegöpelschacht Theresia und der Schacht Constanz August in Betrieb. Im Schacht Constanz wurden auch die Kohlen der Zeche Hülfe Gottes & Christiana gefördert. In den Jahren 1837 bis 1839 war das Bergwerk die größte Zeche an der Ruhr. Im Jahr 1838 wurde ein Vertrag zur Lösung der Zeche Lucia geschlossen. Die Lösung erfolgte über den Stollenquerschlag des Schachtes Constanz. Außerdem wurde damit begonnen, einen neuen Göpelschacht zu teufen. Am 11. Februar des Jahres 1841 wurden die beiden Geviertfelder Anna Maria und Diomedes verliehen. Im darauffolgenden Jahr erreichte der General-Stolln Nr. 2 seine Endlänge, sie betrug 3500 Meter. Im selben Jahr wurde die Berechtsame Christiane durch den Stollen gelöst. Zwischen den Jahren 1842 und 1850 wurden die Zechen Kirschbaum & Lucia und Hülfe Gottes & Christiana übernommen. Am 17. Juni des Jahres 1844 wurde das Geviertfeld Kupferplatte als Beilehn verliehen. Im Jahr 1845 wurde die Berechtsame Johann Christoph aufgeschlossen, über den Aufschluss kam es zu einem Streit mit der Zeche Vereinigte General & Erbstollen. Im Jahr darauf wurde der Streit durch eine Markscheidevereinbarung beendet.

### Übergang zum Tiefbau
Im Jahr 1848 ging die Zeche Hasenwinkel-Himmelscroner Erbstolln zum Tiefbau über, es wurde begonnen, den Schacht Roeder zu teufen. Der Ansatzpunkt für den Schacht befand sich im Bereich der Hattinger Straße und der Straße Am Roederschacht. Die Stollensohle lag bei einer Teufe von 72 Metern, dies war auch gleichzeitig die Endteufe des Schachtes. Nach der Fertigstellung des Schachtes wurde zunächst mit dem Pferdegöpel des Schachtes Theresia die Förderung aufgenommen, später erhielt der Schacht Roeder eine Dampffördermaschine. Im selben Jahr wurde die Förderung am Schacht Theresia eingestellt und der Schacht abgeworfen. Zu diesem Zeitpunkt war die Zeche Hasenwinkel-Himmelscroner Erbstolln die größte Zeche im Ruhrrevier. Im Jahr 1850 waren zur Bewetterung mehrere Wetterüberhauen mit Selbstzug vorhanden. Im Jahr 1852 wurde am Schacht Constanz August ein Hauptwetterüberhauen erstellt, das mit einem Wetterofen ausgerüstet wurde. Am 8. Oktober des Jahres 1853 wurde das Längenfeld Louis verliehen.

### Die letzten Jahre
Im Jahr 1854 wurde damit begonnen, den Schacht Friedrich Wilhelm abzuteufen. Der Schacht erhielt einen rechteckigen  Querschnitt mit den Maßen 5,35 X 1,06 Meter. Schacht Friedrich Wilhelm wurde in Bochum-Weitmar, 800 Meter östlich von Schacht Constanz August, angesetzt. Da es bei den Teufarbeiten zu starken Wasserzuflüssen kam, wurde in der Schachtsohle ein Bohrloch bis zur Stollensohle erstellt. Dadurch konnte das Wasser ungehindert zur Erbstollensohle abfließen. Nach der Fertigstellung reichte der Schacht mit einer Teufe von 45 Metern bis zur Stollensohle des General Stollen Nr. 2. Der Schacht wurde für die Förderung mit einem Dampfgöpel ausgerüstet. Im Jahr 1855 wurde mit der Förderung im Schacht Friedrich Wilhelm begonnen. Im selben Jahr wurde der Stollenbetrieb im Flöz Anna Maria eingestellt. Außerdem wurde der Schacht Roeder an die Zeche Friedlicher Nachbar abgegeben. Es wurde 100 Lachter östlich von Schacht Friedrich Wilhelm ein weiterer Schacht geteuft, dieser Schacht hatte eine Endteufe von acht Lachtern. Außerdem wurde im schiffbaren Erbstollen die Förderung eingestellt. Anstelle der Pferdebahn wurde nun für den übertägigen Transport der Kohlen bis zur Ruhr eine 1500 Lachter lange Schienenbahn genutzt. Im Jahr 1856 wurden zunächst noch die Erbstollenflügelörter vorgetrieben. Im selben Jahr erfolgte die Konsolidation zur Zeche Hasenwinkel.

## Förderung und Belegschaft
| Jahr | Belegschaft | Steinkohlen- Fördermenge [Tonnen]         | Referenzen & Bemerkungen                                                           |
| ---- | ----------- | ----------------------------------------- | ---------------------------------------------------------------------------------- |
| 1830 |             | 23.329                                    | Erste bekannte Förderzahl                                                          |
| 1835 | 0250        | ca. 35.000 (1.500–2.000 Scheffel täglich) | Erste bekannte Belegschaftszahl Annahme: 55 kg/Scheffel; siehe Scheffel im Bergbau |
| 1837 |             | 32.842 (164.212½ Preußische Tonnen)       | Annahme: 200 kg/Preussische Tonne; siehe Preußische Tonne im Bergbau               |
| 1838 |             | 40.465                                    |                                                                                    |
| 1840 |             | 28.053                                    | [ 3 ]                                                                              |
| 1842 |             | 22.762                                    |                                                                                    |
| 1844 | 004         |                                           | [ 1 ]                                                                              |
| 1848 |             | ca. 51.000                                | [ 2 ]                                                                              |
| 1850 |             | 38.312                                    | [ 1 ]                                                                              |
| 1853 | 301         | 41.036                                    |                                                                                    |
| 1855 | 436         | 60.895                                    | Letzten bekannte Förder- und Belegschaftszahlen                                    |

## Heutiger Zustand
Heute ist noch ein Zechengebäude des Schachtes Roeder vorhanden. Es ist Bestandteil des Bergbauwanderwegs durch den historischen Bergbau in Bochum Dahlhausen.